# Juku

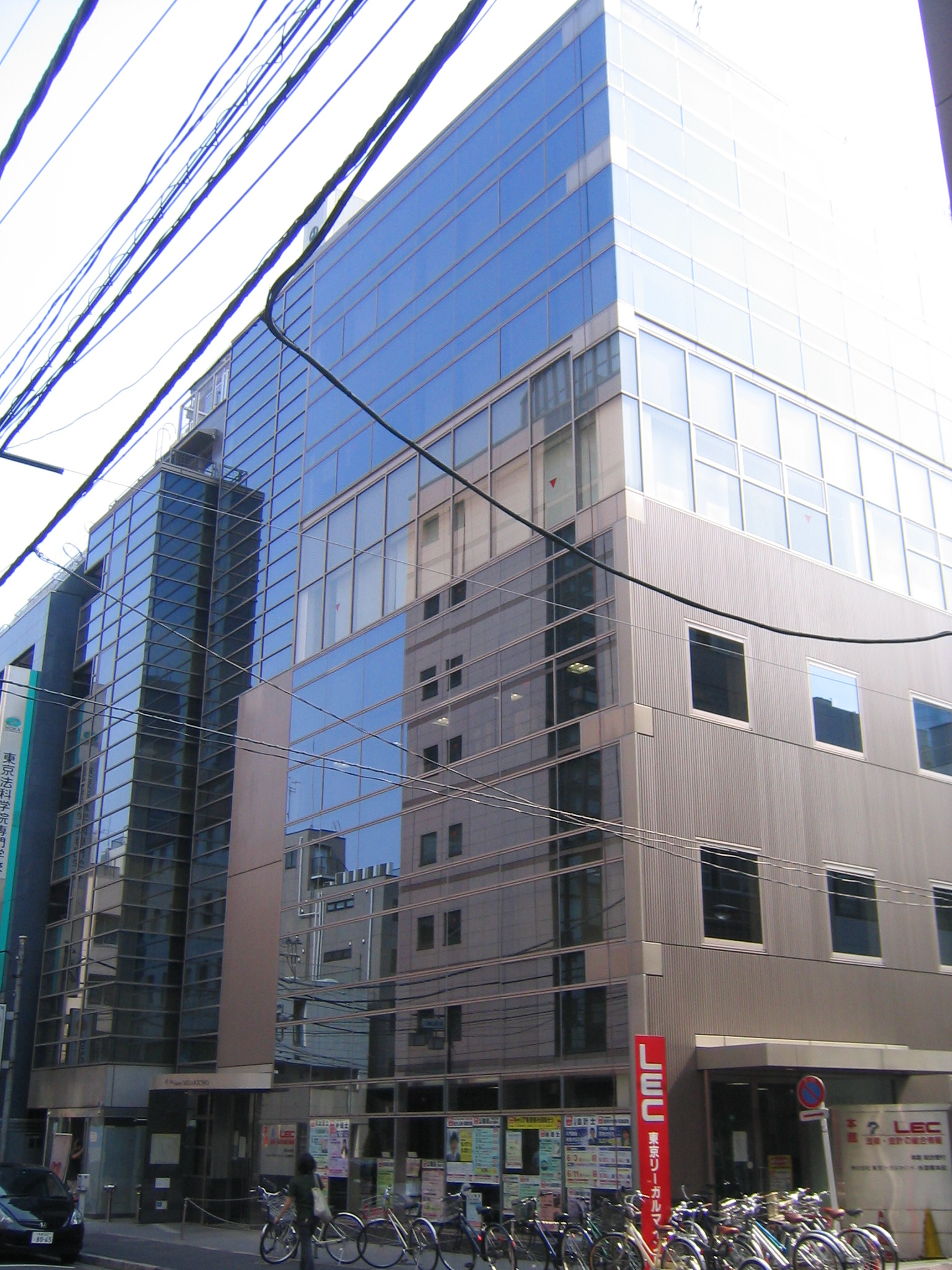
LEC - một cơ sở kinh doanh lò luyện thi ở Nhật Bản

Gakushū juku (tiếng Nhật: 学習塾; xem lò luyện thi) là các cơ sở giảng dạy tư nhân có đóng học phí, chuyên mở các lớp học thêm và phụ đạo thường là để chuẩn bị cho học sinh bước vào các kỳ thi trong nhà trường chính khóa lẫn thi đầu vào đại học - cao đẳng. Cụm từ juku về cơ bản được dùng để chỉ rõ đặc điểm của những cơ sở giáo dục kiểu này ở Nhật Bản. Chúng thường hoạt động sau các giờ học chính quy ở nhà trường, vào thời điểm cuối tuần và trong thời gian nghỉ lễ ở trường.

## Lịch sử
Sự xuất hiện của các cơ sở juku bắt đầu nổi lên từ những năm 1970 cho đến giữa thập niên 1980; tỷ lệ đăng ký học gia tăng ở học sinh mọi khối xuyên suốt những năm theo học nền giáo dục bắt buộc.